# Burg Altweilnau
Die Burg Altweilnau, auch Alt-Weilnau, ist die Ruine einer Höhenburg über dem Weiltal 360 m ü. NN im Ortsteil Altweilnau der Gemeinde Weilrod im Hochtaunuskreis in Hessen.

## Geschichte

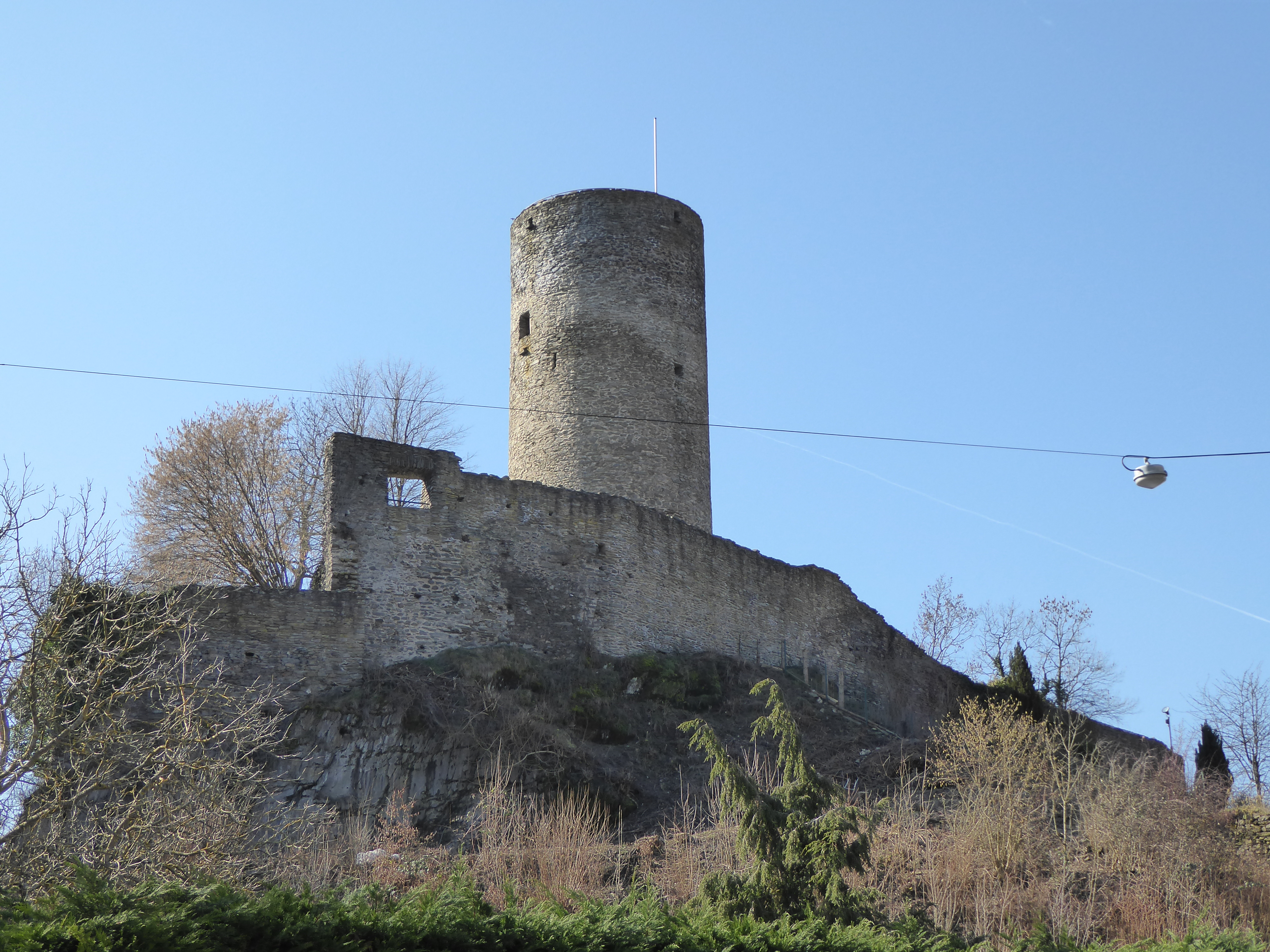
Nahaufnahme der Burg mit dem längsten erhaltenen Teil der Burgmauer

Die Burg Weilnau wurde um 1200 von den Grafen von Diez erbaut und wurde unter dem Namen Wilnawe 1208 erstmals urkundlich erwähnt. Hier wird auch von der Burg berichtet, die zu diesem Zeitpunkt bereits bestanden haben muss, was dendrochronologische Untersuchungen des Holzes im Bergfriedinneren belegen.
Im Jahre 1336 erhielt Altweilnau für neun Tage Stadtrechte und hatte zentralörtliche Bedeutung. In diesem Zuge wurden Mauern und ein Torturm als Befestigungen errichtet. 1352 wurde eine Kapelle der heiligen Katharina erwähnt, 1486 eine neue Burgkapelle erbaut. Die Burg war noch bis 1563 bewohnt und wurde ab 1608 aufgegeben. Durch den Dreißigjährigen Krieg verfiel die Burg zunehmend. Steine der Anlage wurden später in den Häusern Altweilnaus verbaut. Heute noch gut erhalten und zu besichtigen sind ein starker runder Bergfried, Teile der Ringmauer sowie ein Torturm mit Walmdach.

## Beschreibung
Auf der kleinen Felsnase erhebt sich eine regelmäßige dreieckige Ausläuferanlage mit einem hohen runden Bergfried. Das Kellergewölbe mit Zugang nach außen ist heute zugeschüttet. Im Nordosten hatte man einen etwa 14 Meter breiten Halsgraben aus dem Fels gesprengt, hier dürfte wohl auch der Hauptzugang gelegen haben. Der Turm stand frei, während sich vermutlich im Südosten ein Palas an die Ringmauer schmiegte.
Der Bergfried hat bei einem Außendurchmesser von 8,7 m eine Höhe von 17,6 m. Sein Hocheingang liegt auf 7,2 m Höhe und ist über eine außen am Turm angebrachte Metall-Wendeltreppe erreichbar. Der Innendurchmesser beträgt hier 2,7 m. Im Boden befindet sich ein Angstloch, darunter wohl das frühere Verlies. Eine enge Steintreppe führt innerhalb der Außenwand zur nächsthöheren Ebene und von dieser eine gusseiserne Wendeltreppe zur 16,6 m hoch liegenden Aussichtsplattform. Diese bietet einen Rundblick über das Weiltal, den Ort Altweilnau, das Nassauer Schloss Neuweilnau sowie im Südsüdosten auf den Pferdskopf mit seinem Aussichtsturm.

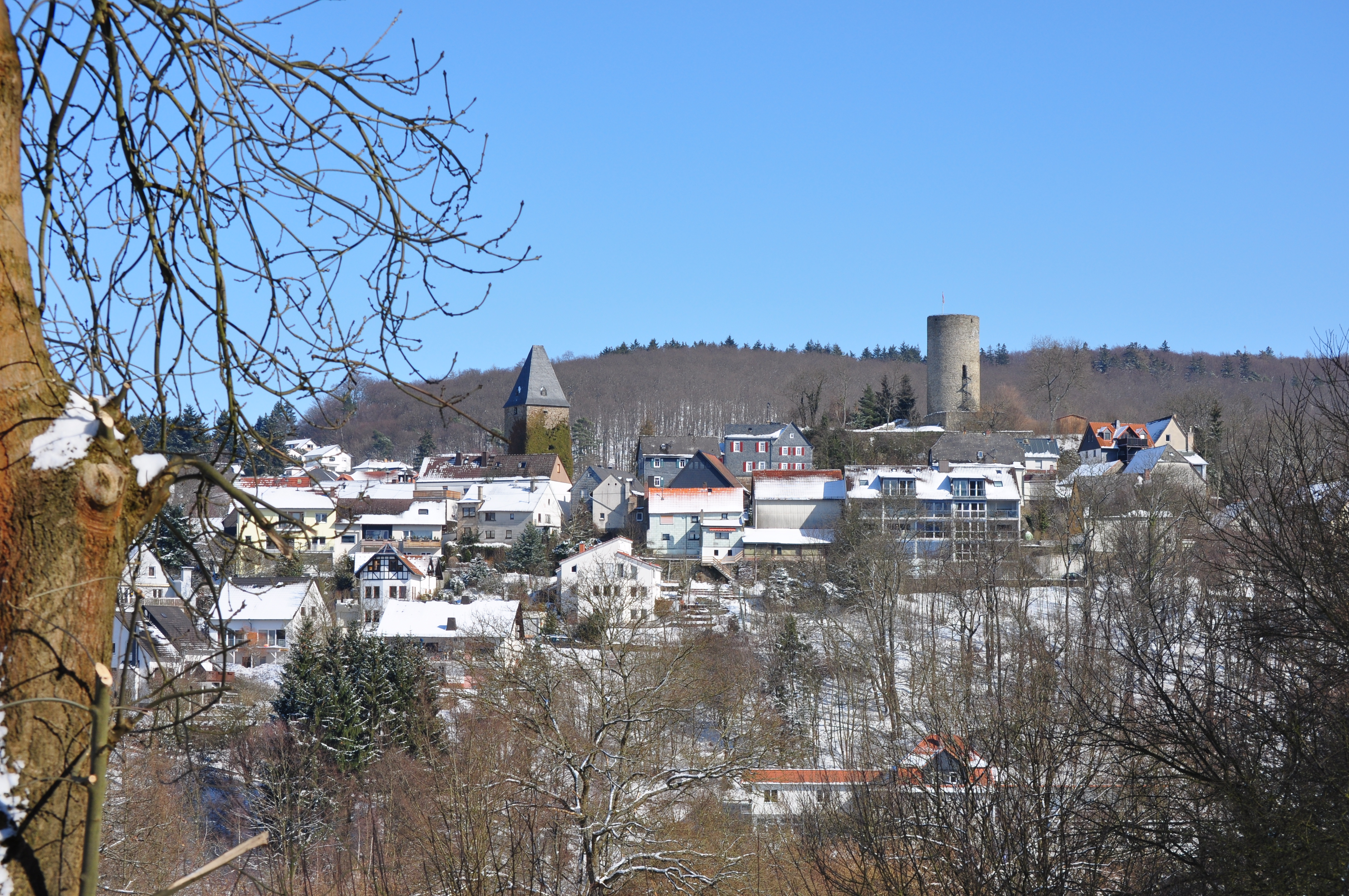
Ansicht von Ort und Burgruine Altweilnau

Reste der Altweilnauer Stadtmauer sind wahrscheinlich auf die mittelalterliche, aus der Stadtrechtsverleihung resultierende Befestigung zurückzuführen. Alten Unterlagen zufolge verfügte die Anlage über sieben Türme. 
Einer dieser Türme ist wahrscheinlich der 1340 erbaute und heute noch gut erhaltene quadratische Torturm mit seinem steilen Walmdach. Er ist in drei Etagen aufgeteilt und hatte in früherer Zeit unter anderem die Bedeutung einer Art Zeitansage. Es wurde der Tag, die Nacht und zur Mittagszeit geläutet. Heute ist er in privater Nutzung und unter dem Dach wacht ein Turmfalkenpärchen über die Einwohner Altweilnaus.
Bei Restaurierungsarbeiten von 1980 bis 1986 wurde unter anderem die ursprüngliche Mauerstärke von 2,65 m wiederhergestellt. In einem Protokoll vom 25. August 1980 heißt es: „Die Konstruktion der neuen Mauer besteht aus Sichtmauerwerk, unter weitgehender Verwendung vorhandenen Steinmaterials. Sie wird mittels Betonstahl Durchmesser 16 mm mit dem Felsen sowohl senkrecht wie auch an den Felsnasen seitlich verdübelt. Im unteren Bereich wird der Raum bis zu den verbleibenden festen Resten der alten Mauer mit Beton ausgefüllt, wobei senkrechte Baustahlmatten eingelegt werden.“